# Eparchie vinnycko-braclavská
Eparchie Vinnycja-Braclav je eparchie pravoslavné církve Ukrajiny.

## Území a titul biskupa
Zahrnuje správní hranice území Vinnycké oblasti.
Eparchiálnímu biskupovi náleží titul biskup vinnycký a braclavský.

## Historie
Eparchie byla zřízena roku 1991 jako součást Ukrajinské autokefální pravoslavné církve.
Roku 2018 došlo ke spojení s Pravoslavnou církví Ukrajiny.

## Seznam biskupů
- 1992–1995 Sofronij (Vlasov)
- od 1995 Roman (Balaščuk)